# Pieve di San Giovanni Battista (Carpegna)
La pieve di San Giovanni Battista è un edificio religioso situato a Carpegna, in provincia di Pesaro Urbino.
È uno degli edifici più antichi del Montefeltro. Costruito probabilmente nel IX-X secolo, è stato più volte restaurato nel tempo. Le tre absidi esterne, la base del campanile e il coro interno sono di origine romanica. I resti di alcuni affreschi all'interno sono di origine gotica. La navata interna è stata rifatta nel XVI secolo, così pure il fonte battesimale.